# Union sociale-démocrate de Macédoine
Pour les articles homonymes, voir Union sociale-démocrate.
L’Union sociale-démocrate de Macédoine (en macédonien : Социјалдемократски сојуз на Македонија, СДСМ, soit SDSM en alphabet latin) est un parti politique macédonien, membre associé du Parti socialiste européen et de l'Internationale socialiste. 
Successeur du Parti communiste macédonien, il se décrit lui-même comme un parti social-démocrate et il soutient l'adhésion de la Macédoine du Nord à l'OTAN et à l'Union européenne. Il défend une politique pragmatique qui doit apaiser les tensions inter-ethniques et résoudre le conflit du nom avec la Grèce.

## Histoire
La SDSM est le successeur du parti communiste macédonien, la seule formation politique autorisée jusqu'à l'instauration du multipartisme en 1990. Il dirige d'abord le pays de 1992 à 1998, et Branko Crvenkovski, son président, est alors président du gouvernement. En mai 2001, en conséquence de l'insurrection albanaise, plusieurs sociaux-démocrates entrent au gouvernement à des postes régaliens, qu'ils occupent seulement six mois.
En 2002, la SDSM remporte à nouveau les élections, il s'allie à l'Union démocratique pour l'intégration (BDI/DUI), un parti albanais, et engage plusieurs réformes, comme celle sur la décentralisation, qui permettent un rapprochement important avec l'Union européenne. Branko Crvenkovski est élu président de la République en avril 2004, et il laisse la direction du parti à Vlado Bučkovski, qui devient président du gouvernement huit mois plus tard, après un bref mandat de l'indépendant de centre gauche Hari Kostov.
En 2006, la SDSM perd les élections, et Radmila Šekerinska prend sa tête. Le parti connaît une baisse de popularité inédite en 2008 et il ne remporte que 18 sièges sur 120 à l'Assemblée. Šekerinska démissionne et le parti est brièvement dirigé par Zoran Zaev avant le retour de Crvenkovski, qui quitte la présidence de la République en 2009.
Crvenkovski lance plusieurs réformes internes. En 2011, il accuse le parti au pouvoir, VMRO-DPMNE, de réduire la liberté de la presse, et il obtient des élections anticipées. La SDSM ne parvient pas à remporter la majorité des sièges au parlement, mais il affaiblit VMRO-DPMNE, qui perd quelques sièges. En 2013, il subit la scission de l'Option citoyenne pour la Macédoine (GROM) et Zaev en prend la présidence.
En novembre 2015, dans le cadre du règlement de la crise politique ouverte six mois plus tôt, deux personnalités de la SDSM entrent au gouvernement de Nikola Gruevski. Toutefois, pour signifier son refus catégorique de voir se tenir des élections anticipées en juin, le parti décide de se retirer du cabinet, désormais conduit par Emil Dimitriev, en mai 2016.

## Identité visuelle

Logo de la SDSM jusqu'en 2019.
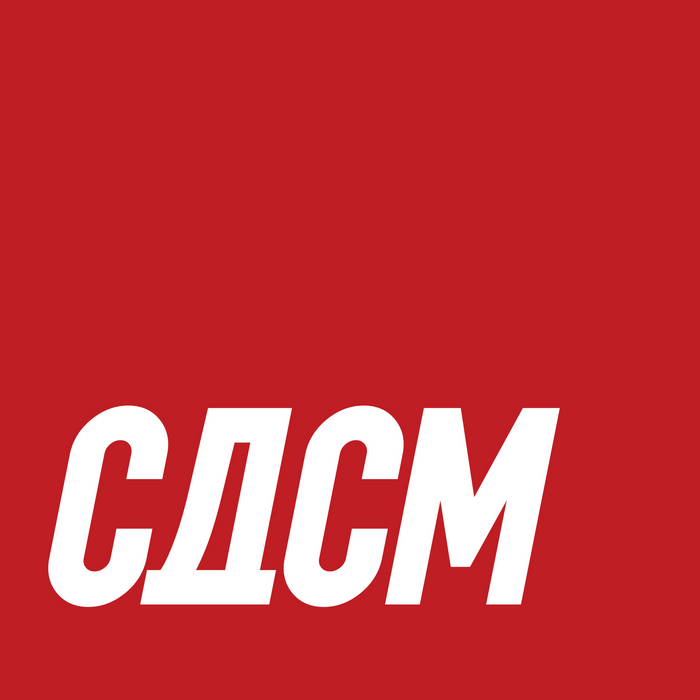
Logo de la SDSM depuis 2019.

## Résultats

### Élections présidentielles
| Année | Candidat           | Premier tour | Premier tour | Premier tour | Second tour | Second tour | Second tour |
| Année | Candidat           | Voix         | %            | Rang         | Voix        | %           | Rang        |
| ----- | ------------------ | ------------ | ------------ | ------------ | ----------- | ----------- | ----------- |
| 1994  | Kiro Gligorov      | 715 087      | 78,4         | 1er          | -           | -           | -           |
| 1999  | Tito Petkovski     | 343 606      | 33,1         | 1er          | 513 614     | 46,8        | 2e          |
| 2004  | Branko Crvenkovski | 385 347      | 42,5         | 1er          | 550 317     | 62,6        | 1er         |
| 2009  | Ljubomir Frčkoski  | 202 691      | 20,54        | 2e           | 264 828     | 36,86       | 2e          |
| 2014  | Stevo Pendarovski  | 326 164      | 37,51        | 2e           | 398 077     | 41,14       | 2e          |
| 2019  | Stevo Pendarovski  | 323 709      | 44.78        | 1er          | 435 656     | 53,58       | 1er         |

### Élections législatives
| Année | Voix    | %     | Rang | Sièges   | Gouvernement |
| ----- | ------- | ----- | ---- | -------- | --- |
| 1994  | 329 700 | 53,5  | 1er  | 60 / 120 | Crvenkovski II |
| 1998  | 279 799 | 25,1  | 2e   | 27 / 120 | Opposition |
| 2002  | 494 744 | 41,4  | 1er  | 43 / 120 | Crvenkovski III (2002-2004), Kostov (2004), Bučkovski (2004-2006)                                                                         |
| 2006  | 218 164 | 23,31 | 2e   | 23 / 120 | Opposition |
| 2008  | 233 284 | 23,64 | 2e   | 18 / 120 | Opposition |
| 2011  | 368 496 | 32,78 | 2e   | 29 / 123 | Opposition |
| 2014  | 283 955 | 26,22 | 1er  | 27 / 123 | Opposition (2014-2016), Dimitriev I (janv.-mai 2016), opposition (mai-sept. 2016), Dimitriev II (sept.-dec. 2016), opposition (2016-2017) |
| 2016  | 436 981 | 37,87 | 2e   | 37 / 120 | Zaev I (2017-2020), Spasovski (2020) |
| 2020  | 327 408 | 35,89 | 1er  | 31 / 120 | Zaev II (2020-2022), Kovačevski (2022-2024), Xhaferi (2024)                                                                               |
| 2024  | 154 684 | 15.37 | 2e   | 18 / 120 | Opposition |

## Principales figures

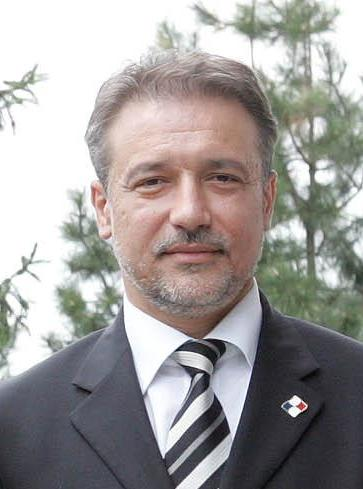
Branko Crvenkovski, Président de la République de 2004 à 2009 et président du parti de 1991 à 2004 et 2009 à 2013.
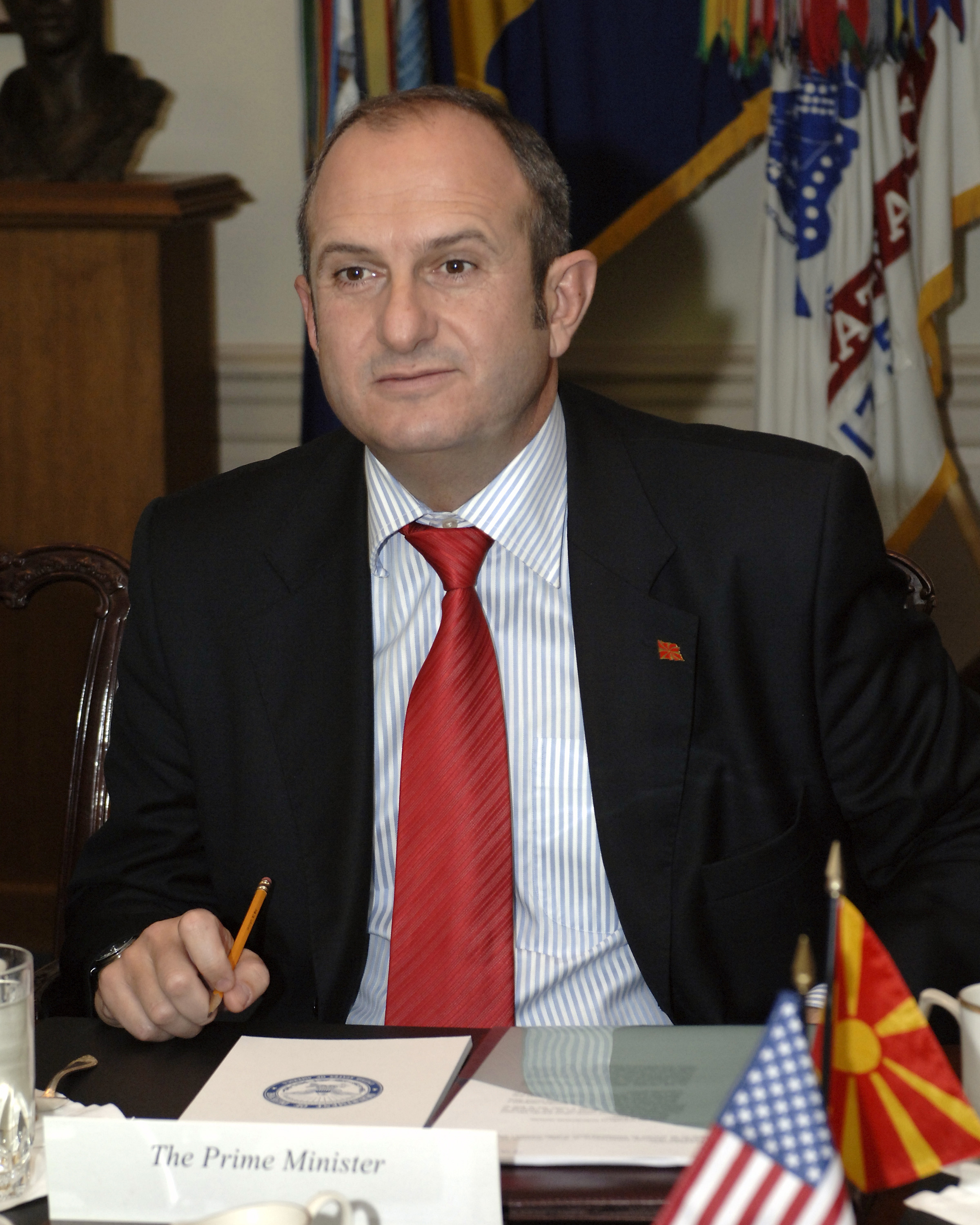
Vlado Bučkovski, président du gouvernement et président du parti de 2004 à 2006.
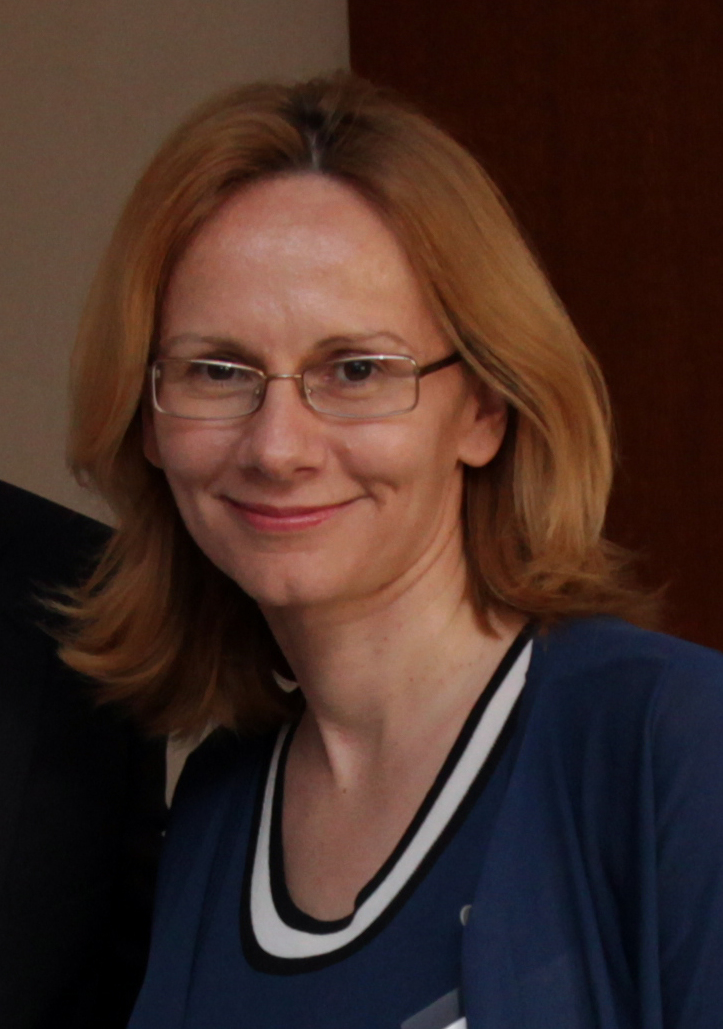
Radmila Šekerinska, présidente du parti de 2006 à 2008 et présidente du gouvernement par intérim en 2004.